# Jackie Forster
Jackie Forster, aussi connue sous le nom de Jacqueline Mackenzie, née le 6 novembre 1926 à Islington (Londres) et morte 10 octobre 1998 à Londres, est une journaliste, actrice et militante anglaise pour les droits lesbiens.

## Biographie

### Enfance et débuts
Jackie Forster naît Jacqueline Moir Mackenzie le 6 novembre 1926 à Londres, dans le quartier d'Islington (Upper Holloway (en)).
Son père, Kenneth Pirie Mackenzie, est un médecin et major dans le Royal Army Medical Corps ; sa mère est née Margaret Rutherfurd Alexander. Elle a un frère cadet.
Elle passe ses premières années en Inde britannique. À l'âge de six ans, elle est envoyée à la Wycombe Abbey, un pensionnat en Grande-Bretagne, puis à l'école St Leonards à Fife. Pendant la Seconde Guerre mondiale, elle joue au lacrosse et au hockey sur gazon pour l'équipe d'Écosse[source insuffisante].
Forster devient actrice et a rejoint la Wilson Barrett (en) repertory company à Édimbourg avant de déménager à Londres en 1950. Elle fréquente l'Arts Theatre Club et joue dans diverses productions et films du West End avant de faire carrière en tant que présentatrice de télévision et journaliste d'actualité sous le nom de Jacqueline MacKenzie,.
En 1957, elle donne une série de conférences en Amérique du Nord pendant une partie de l'année. C'est durant cette période, lorsqu'elle se rend à Savannah, en Géorgie, qu'elle a sa première liaison lesbienne. Malgré cela, elle épouse l'écrivain Peter Forster en 1958, mais le mariage prend fin deux ans plus tard, lorsqu'elle assume sa véritable orientation sexuelle. Ils divorcent en 1962 et elle part vivre au Canada.
Jackie Forster mentionne ses premières expériences lesbiennes : « Je ne me voyais pas comme une lesbienne, et ma partenaire non plus. Je ne ressemblais pas à ce que j'imaginais être une lesbienne, et elle non plus. Nous n'avions pas les cheveux courts et ne portions pas de vêtements d'hommes. J'ai imaginé la lesbienne selon The Well of Loneliness, comme nous l'avons toutes fait. Il y avait des pharmacies partout aux États-Unis, avec ces livres emplis d'histoires sordides sur les lesbiennes qui fumaient des cigares et faisaient des orgies avec des jeunes filles. Je me suis demandé où étaient ces femmes ? Nous n'avions jamais rencontré personne que nous savions être lesbienne. Il n'y avait aucun autre livre, aucun film sur les lesbiennes : rien du tout ».
En 1964, Forster retourne en Grande-Bretagne pour travailler pour Border Television (en). Puis, elle emménage finalement avec sa petite amie et les enfants de celle-ci à Londres.

### Activisme et héritage
Dans les années 1960, Forster rejoint le Minorities Research Group et écrit pour la revue Arena Three (en). Elle fait régulièrement la promotion de cette revue au sein du club Gateways.
En 1969, elle fait son coming out publiquement en rejoignant la Campaign for Homosexual Equality (CHE). Cette campagne prend ensuite la forme d'un comité : North-Western Homosexual Law Reform Committee[réf. souhaitée]. Forster y siège d'ailleurs. Elle participe aussi à la première Gay Pride au Royaume-Uni en 1972.
En 1972, Forster est l'une des personnes ayant fondé Sappho (en), un groupe social et l'une des revues lesbiennes les plus anciennes du Royaume-Uni. Le groupe Sappho a pour habitude de se réunir au pub Chepstow à Notting Hill[réf. souhaitée] et avait notamment pour intervenantes Maureen Duffy et Anna Raeburn.
Après sa participation à Sappho, Forster devient membre du Comité des femmes du Grand Conseil de Londres dans les années 1980.
Dans les années 1990, elle fonde la revue Daytime Dykes.
De 1992 jusqu'à sa mort en 1998, Forster est une membre active du comité de gestion du Lesbien archive and Information Centre (qui fait désormais partie de la Glasgow Women's Library). En 1997, une équipe de tournage de la BBC vient filmer Forster lorsqu'elle travaille dans ce comité. Il s'agit d'un reportage sur sa vie qui devait faire partie de la série The Day That Changed My Life. Son travail a eu un impact considérable sur la constitution des archives.
Le 6 novembre 2017, Google Doodle commémore son 91e anniversaire.

## Prix et récompenses
- 1956 : Prix Italia pour son reportage sur le mariage du prince Rainier de Monaco avec l'actrice Grace Kelly[7]

## Filmographie

### Films et séries
- Caesar's Wife, 1951[11].
- You're Only Young Twice, 1952[12],[13].
- Love and Mr Lewisham, 1953[12].
- The Wedding of Lili Marlene, 1953 : barmaid du théâtre[14].
- Serious Charge, 1953.
- The Broken Jug, 1953 : Grete[15].
- Gilbert Harding Finds Out, 1954.
- Lilacs in the Spring, 1954.
- The Dam Busters, 1955 : cantinière.
- You Can't Escape, 1955 : Madame Baggerley[16],[17].
- Pantomania or Dick Wittington, 1956[18],[19].
- Trouble for Two, 1958[20].
- Speak for Yourself, 1974.
- Gays: Speaking Up, 1978[21].

### Reportages et productions
- Grace Kelly's Monaco wedding to Prince Rainier, 1956
- Tonight : reporter.
- Hotfoot and Highlight : reporter.
- Panorama : reporter.
- Late Night Extra : reporter.
- Discovering America, 1958–1960 : reporter.
- Jacqueline Mackenzie in America : reporter.
- We Recruit, 1995, apparition dans un documentaire sur Channel 4 à propos des Lesbian Avengers[22].
- From High Heels to Sensible Shoes, 1997, a contribué à la série de la BBC The Day That Changed My Life[23].
- Highlight : série